# Cantonul Villeneuve-d'Ascq-Nord
Cantonul Villeneuve-d'Ascq-Nord este un canton din arondismentul Rijsel, departamentul Nord, regiunea Nord-Pas-de-Calais, Franța.